# 珍·基什
珍·基什（英語：Jen Kish，1988年7月7日—），加拿大女子橄榄球运动员。她曾代表加拿大七人制国家队参加2016年夏季奥林匹克运动会七人制橄榄球比赛，获得一枚铜牌。